# Список умерших в 1380 году

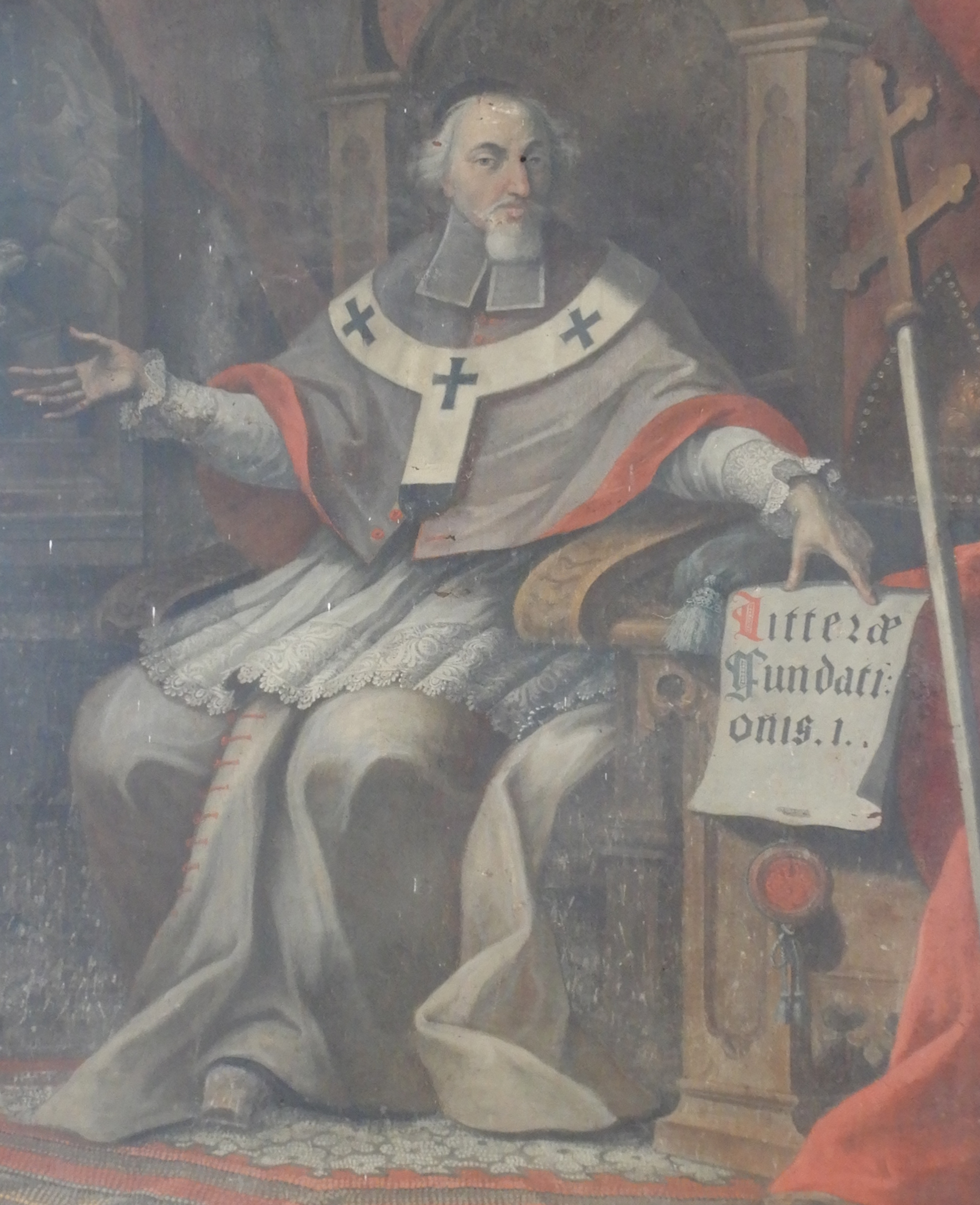
Альбрехт III из Штернберка

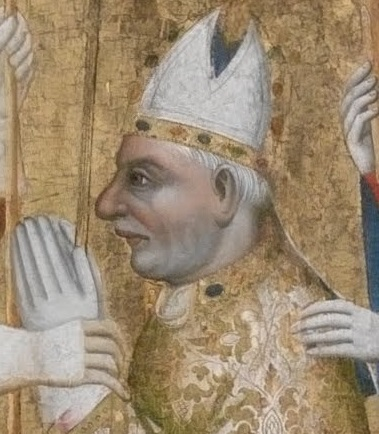
Ян I Очко из Влашима

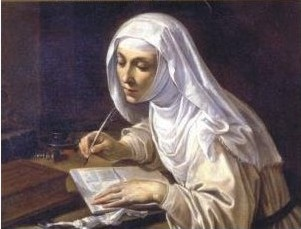
Екатерина Сиенская

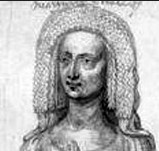
Маргарита Брабантская

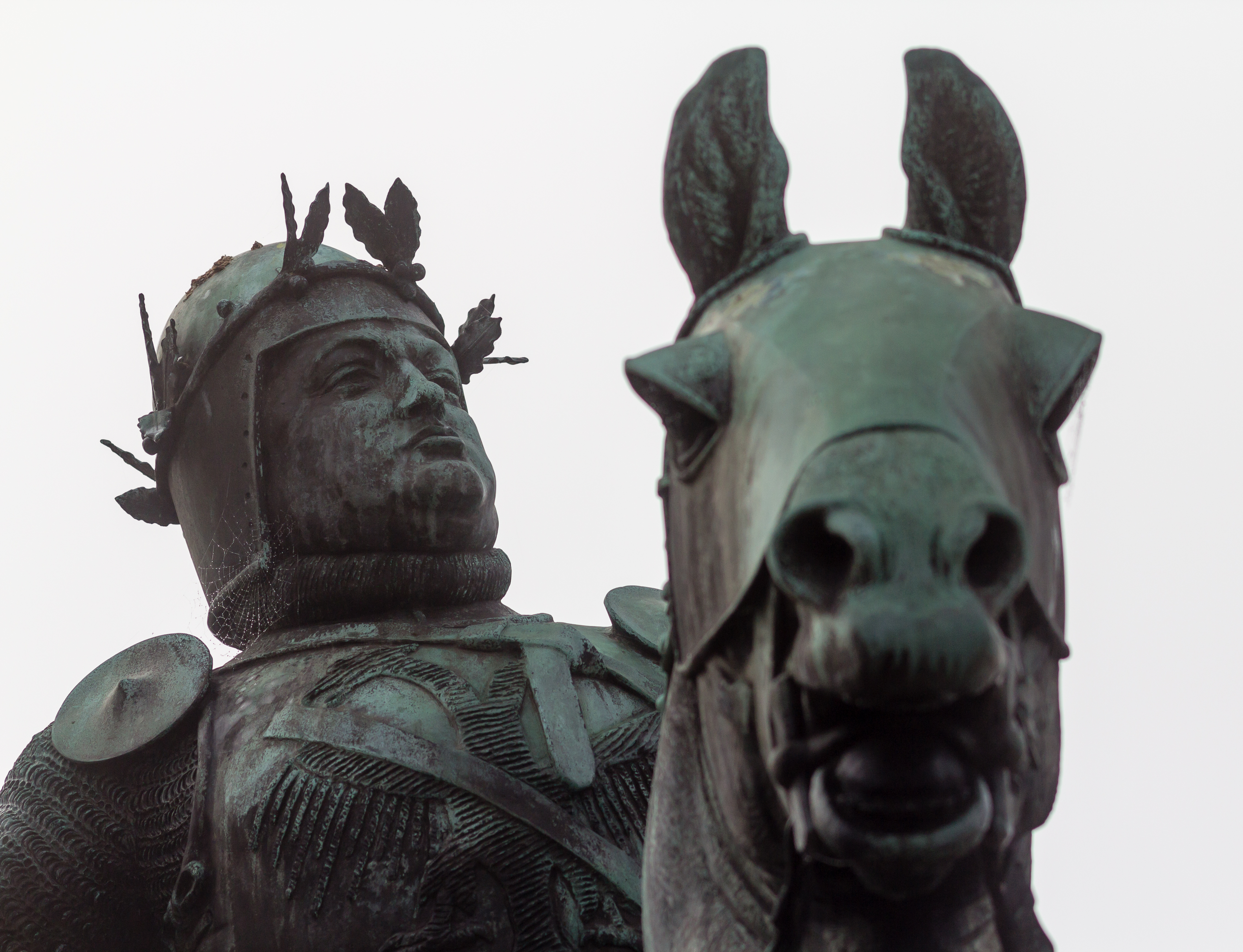
Бертран Дюгеклен

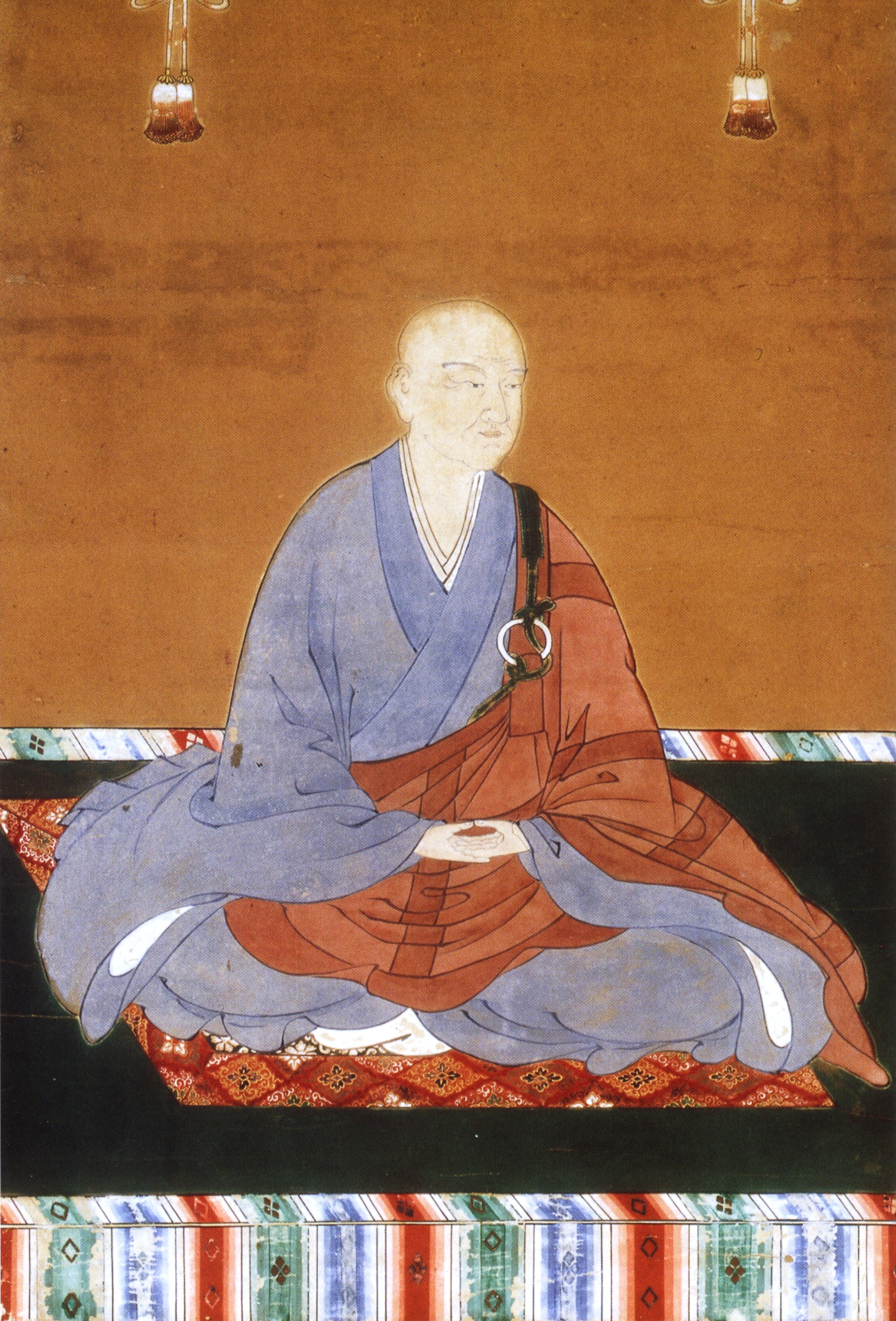
Император Комё

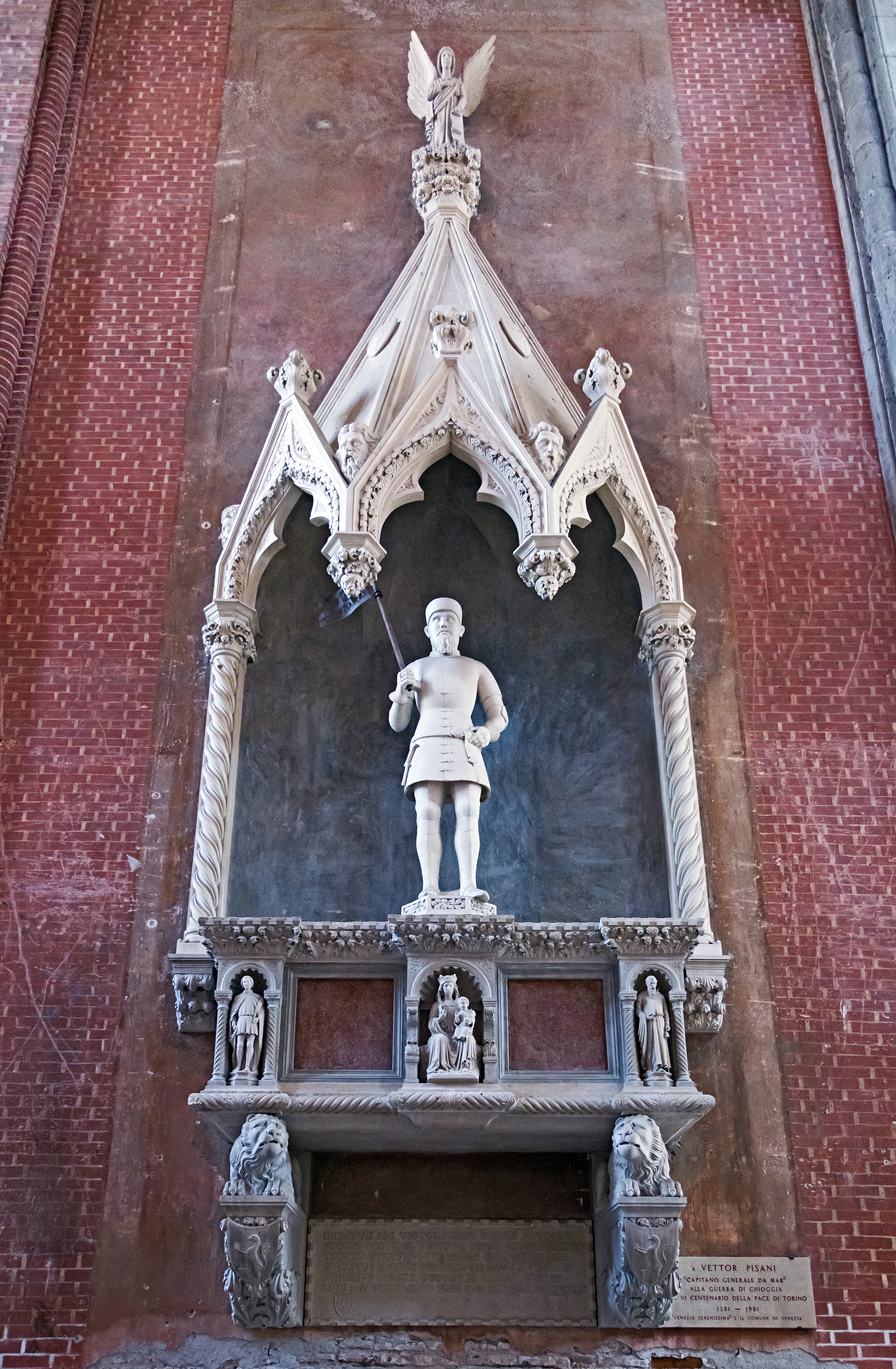
Витторио Пизани

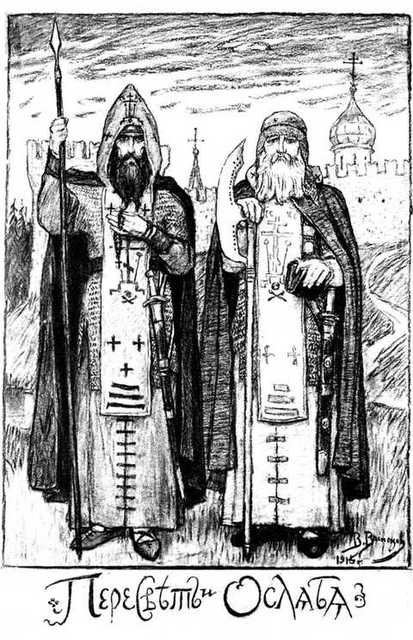
Александр Пересвет и Родион Ослябя

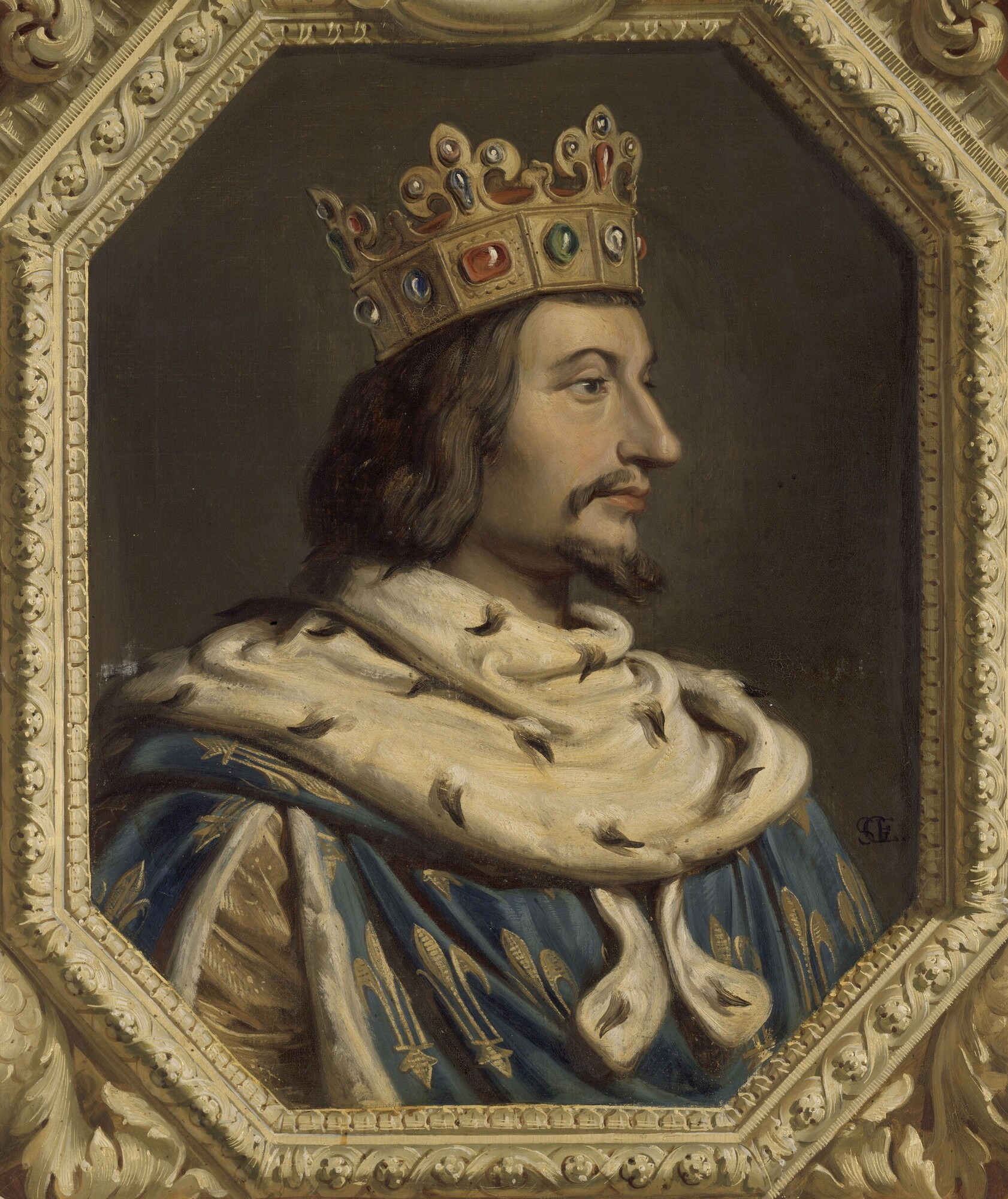
Карл V Мудрый

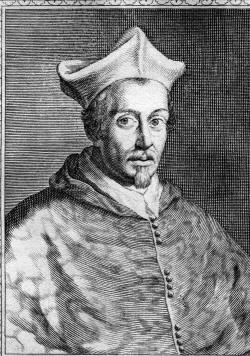
Агапито Колонна

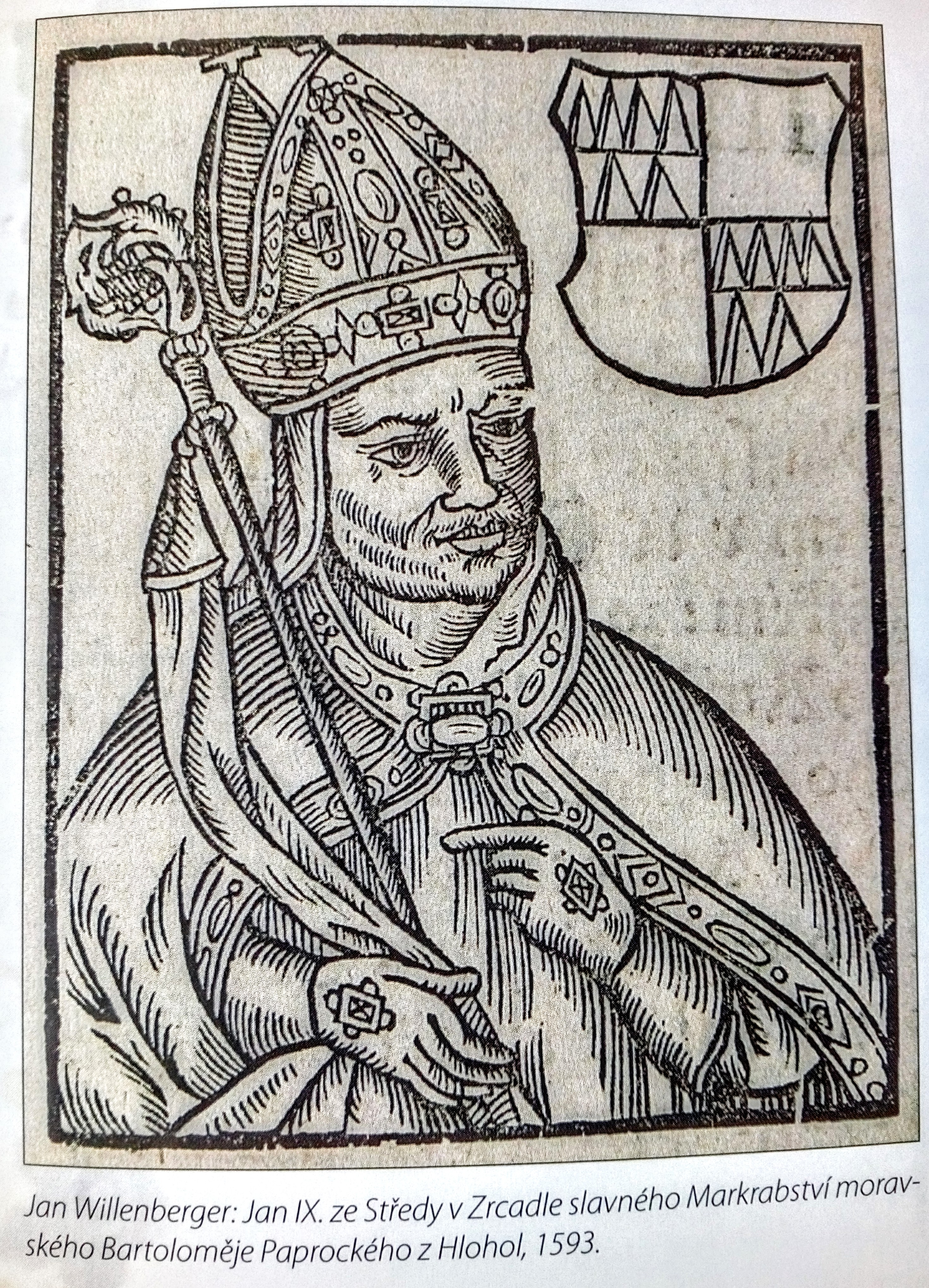
Ян из Стршеды

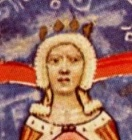
Елизавета Польская

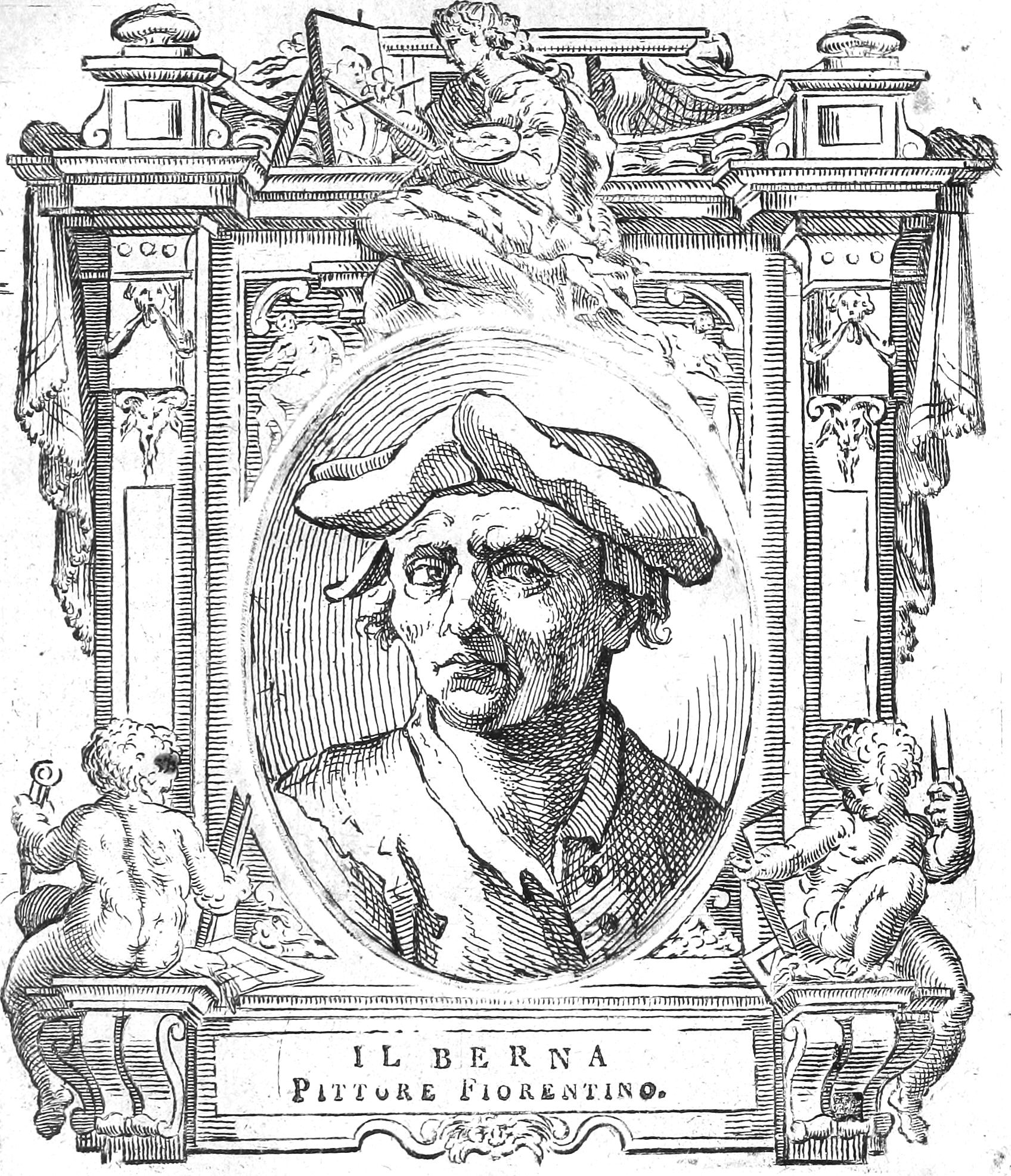
Барна да Сиена

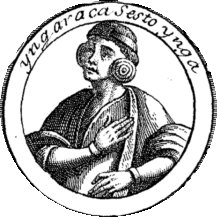
Инка Рока

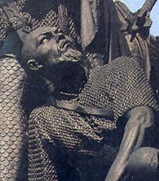
Мамай

В этой статье представлен список известных людей, умерших в 1380 году.
См. также: Категория:Умершие в 1380 году

## Январь
- 3 января — Роджер де Бошан — первый барон Бошан из Блетсо (1363—1380).
- 14 января:
  - Альбрехт III из Штернберка — чешско-моравский аристократ, церковный и государственный деятель из моравской ветви панского рода Штернберков, дипломат, один из ближайших советников короля Карела Люксембургского. Князь-епископ Шверинский (1356—1364), архиепископ Магдебургский (1368—1371), епископ Литомишльский (1364—1368, 1371—1380);
  - Ян I Очко из Влашима — архиепископ Оломоуца (1351—1364), архиепископ Праги (1364—1379), кардинал-священник Санти-Апостоли (1378—1380) (первый чешский кардинал).
- 22 января — Пьетро Дориа[фр.] — генуэзский адмирал периода Войны Кьоджи; погиб в бою.
- Матье де Руа[фр.] — фламандский дворянин, мастер арбалетчиков короля Франции.

## Февраль
- 6 февраля — Флориан Мокрский — епископ краковский (1367—1380).
- 25 февраля — Авертано из Лукки[исп.] — французский паломник, член ордена кармелитов, святой (блаженный) католической церкви
- Гильом II Роже — барон Пертюи и Сен-Реми, виконт Ламота и Валерна, граф Бофора и Алеса. Отец папы Григория XI.

## Март
- 6 марта — Ху Вэйюн — последний чэнсян (1373—1380) династии Мин; казнён.
- 21 марта — Генрих фон Шпигель-цум-Десенберг[нем.] — князь-аббат Корвея (1359—1365), князь-епископ Падерборна (1361—1380), маршал Вестфалии (1370—1377)
- 25 марта — Августин Мюнцмайстер фон Брайзах[нем.] — князь-епископ Зекау (1372—1380)

## Апрель
- 10 апреля — Мануил Кантакузин — первый деспот Мореи (1349—1380), второй сын византийского императора Иоанна VI Кантакузина
- 14 апреля — Уильям Бэдби[англ.] — английский кармелит, религиозный писатель
- 29 апреля — Екатерина Сиенская (33) — терциарка (монахиня в миру) доминиканского ордена, итальянская религиозная деятельница и писательница; католическая святая.
- Маргарита Брабантская — дочь герцога Брабанта Жана III, графиня-консорт Фландрии, Невера и Ретеля (1347—1380), жена графа Луи II Мальского.

## Май
- 5 мая — Святой Филофей[англ.] — святой Коптской православной церкви; казнён мусульманами.
- 7 мая — Бутовт — князь дорогичинский (?—1365), сын князя жемайтского и трокского Кейстута

## Июнь
- 2 июня — Ринальдо да Монтеверде[итал.] («Ринальдуччо») — итальянский полководец, тиран Фермо; казнён

## Июль
- 13 июля — Бертран Дюгеклен — коннетабль Франции (1370—1380), военачальник Столетней войны; погиб при осаде крепости.
- 26 июля — Император Комё (58) — Император Японии (Северный Двор) (1336—1348), отрёкся от престола.

## Август
- 13 августа:
  - Витторио Пизани — венецианский адмирал, командующий венецианским флотом во время войны Кьоджи;
  - Ричард Стаффорд — английский рыцарь, английский военачальник во время Столетней войны, сенешаль Гаскони (1361—1362), барон Клифтон (по праву жены) (1362).

## Сентябрь
- 8 сентября:
  - Михаил Иванович Акинфов — московский боярин, воевода Сторожевого полка во время Куликовской битвы; погиб на поле боя;
  - Александр Пересвет — русский монах-воин, инок Троице-Сергиевского монастыря; вместе с Родионом Ослябей участвовал в Куликовской битве, погиб на поле боя. Святой православной церкви;
  - Андрей Иванович Серкизов — чингизид, герой Куликовской битвы, сын служилого татарского царевича Серкиза (Секиз-бея) (в крещении Ивана), коломенский воевода; погиб на поле боя;
  - Михаил Андреевич Бренок, ближний боярин и любимец великого князя Дмитрия Ивановича Донского, родоначальник дворянских родов Челищевых, Панцыревых и Глазатовых;
  - Булак — хан Золотой Орды (1370—1372, 1375), хан Мамаевой Орды (1370—1380); погиб на поле боя;
  - Микула Васильевич Вельяминов — воевода Коломенского полка, соратник Дмитрия Донского. Сын последнего московского тысяцкого. Погиб в Куликовской битве;
  - Иван Фёдорович — княжич Белозерский. Погиб в Куликовской битве;
  - Мстислав Иванович — князь Тарусский. Погиб в Куликовской битве;
  - Фёдор Иванович — князь Тарусский. Погиб в Куликовской битве. Родоначальник князей Волконских;
  - Фёдор Романович — князь Белозерский (1339—1380). Погиб в Куликовской битве.
- 16 сентября — Карл V Мудрый (42) — король Франции (1364—1380), первый дофин Франции (1350—1364), регент Франции (1356—1360, 1364)
- Хакон Магнуссон — король Швеции (Хокан II) (1362—1363), король Норвегии (Хокон) (1343—1380).

## Октябрь
- 3 октября или 11 октября — Агапито Колонна[итал.] — епископ Асколи-Пичено (1363—1369), епископ Брешии (1369—1371), 'епископ Лиссабона (1371—1378), кардинал-священник Santa Prisca (1378—1380)

## Ноябрь
- 7 ноября — Барнаба Маласпина[итал.] — архиепископ Пескара-Пенне (1370—1380), архиепископ Пизы и примат Корсики и Сардинии (1380)
- 19 ноября — Альберт III фон Винкель[нем.] — князь-епископ Пассау (1364—1380)с
- 30 ноября — Джоффруа де Коэтмуазан[фр.] — епископ Корнуая (1352—1357), епископ Доля (1357—1380).

## Декабрь
- 17 декабря — Иоанн II[нем.] — граф Габсбург-Лауфенберг и ландграф Клетгау вместе с братом Рудольфом IV
- 24 декабря — Ян из Стршеды — чешско-немецкий священник, епископ Литомишльский (1353—1364) (Ян II, епископ Оломоуцкий (1364—1380) как Ян IX, канцлер у императора Карла IV (1357—1374), писатель-гуманист и поклонник наук.
- 29 декабря — Елизавета Польская — королева-консорт Венгрии (1320—1342), жена Карла Роберта; регент Польского королевства (1370—1375).

## Дата неизвестна или требует уточнения
- Арапша — хан Золотой Орды (1377—1380), свергнут Тохтамышем
- Афанасий Метеорский — основатель монастырей Метеоры, преподобный Православной церкви
- Байрам Ходжа-бек — основатель и первый бей государства Кара-Коюнлу (1351—1380)
- Барна да Сиена — итальянский художник
- Бенедикт де Алевелде старший[нем.] — первый полководец датского короля Вальдемара IV Аттердага
- Бланка Ланкастерская — английская аристократка, дочь Генри Плантагенета, 3-го графа Ланкастера, жена Томаса Уэйка, 2-го барона Уэйк из Лидделла.
- Бром, Томас[англ.] — провинциальный начальник кармелитов в Англии (1362—1379)
- Валрам[нем.] — граф Спонхейм-Кройцнах (1340—1380).
- Василий Васильевич, ярославский владетельный князь (1345—1380).
- Герман Вартбергский — член Тевтонского ордена, составитель «Ливонской хроники».
- Гильом II Роже, барон Пертюи и Сен-Реми, виконт Ламота и Валерна, граф Бофора и Алеса.
- Гишар д’Англь[англ.] — французский и английский рыцарь, рыцарь Ордена Подвязки (1372), граф Хантингдон (1377—1380).
- Григорий Александрович Пушка, московский военный деятель, боярин, первый артиллерист в Московском княжестве.
- Жан де Малабайла[фр.] — епископ Тревизо (1351—1354), епископ Асти (1354—1376), епископ Сен-Жан де Моренн (1376—1380)
- Жан Д’Энгьен[фр.] — граф де Лечче, граф де Кастро, титулярный герцог Афинский (1366—1380)
- Инка Рока — шестой правитель (Инка) в раннем периоде истории цивилизации инков (1350—1380).
- Людовико ди Капуя[итал.] — итальянский кардинал-дьякон Санта-Мария-делла-Скала (1378—130)
- Мамай — беклярбек и темник Золотой Орды.
- Мило Свитман[англ.] — архиепископ Армы (1361—1380)
- Николас Деренсени[англ.] — венгерский аристократ, граф секеев (1377—1380)
- Пейн де Роэ — рыцарь из Эно, предок королей Англии и Шотландии (Тюдоров и Стюартов)
- Петер Сеффонс[итал.] — итальянский богослов и философ.
- Николо Пизани, венецианский адмирал, участник венециано-генуэзской войны (1350—1355).
- Пьер де Дентевиль[фр.] — епископ Невера (1374—1380)
- Пулкава — чешский хронист, один из официальных хронистов эпохи Карла IV.
- Самуил ибн-Царца — испано-еврейский философ-писатель, живший в Валенсии
- Сюй Бен[фр.] — китайский поэт.
- Ульрих IV[нем.] — сеньор Ханау (1369/1370—1380)
- Франсуа Андреу[итал.] — французский композитор
- Франческо Мороццо[итал.] — епископ Асти (1376—1380).
- Шамс аль-Дин Абу Абд Аллах аль-Халили[англ.] — сирийский астроном
- Шон мак Конхобар О Домнайлл[фр.] — король Тирконнелла (1352—1359) (1362—1380
- Эндрю Магнус[англ.] — епископ Данблейна (1372—1380)
- Энрико да Сессо[итал.] — епископ Пезаро (1357—1358), епископ Асколи-Пичено (1358—1362), епископ Брешии (1362—1369), епископ Комо (1369—1380)
- Юсуф Суфи —хорезмшах (1372—1380); убит.
- Якопо Буссолари[итал.] — итальянский религиозный деятель, руководитель народного движения в Павии (1356—1359)